# Johann-Christian-Reinhart-Gymnasium Hof

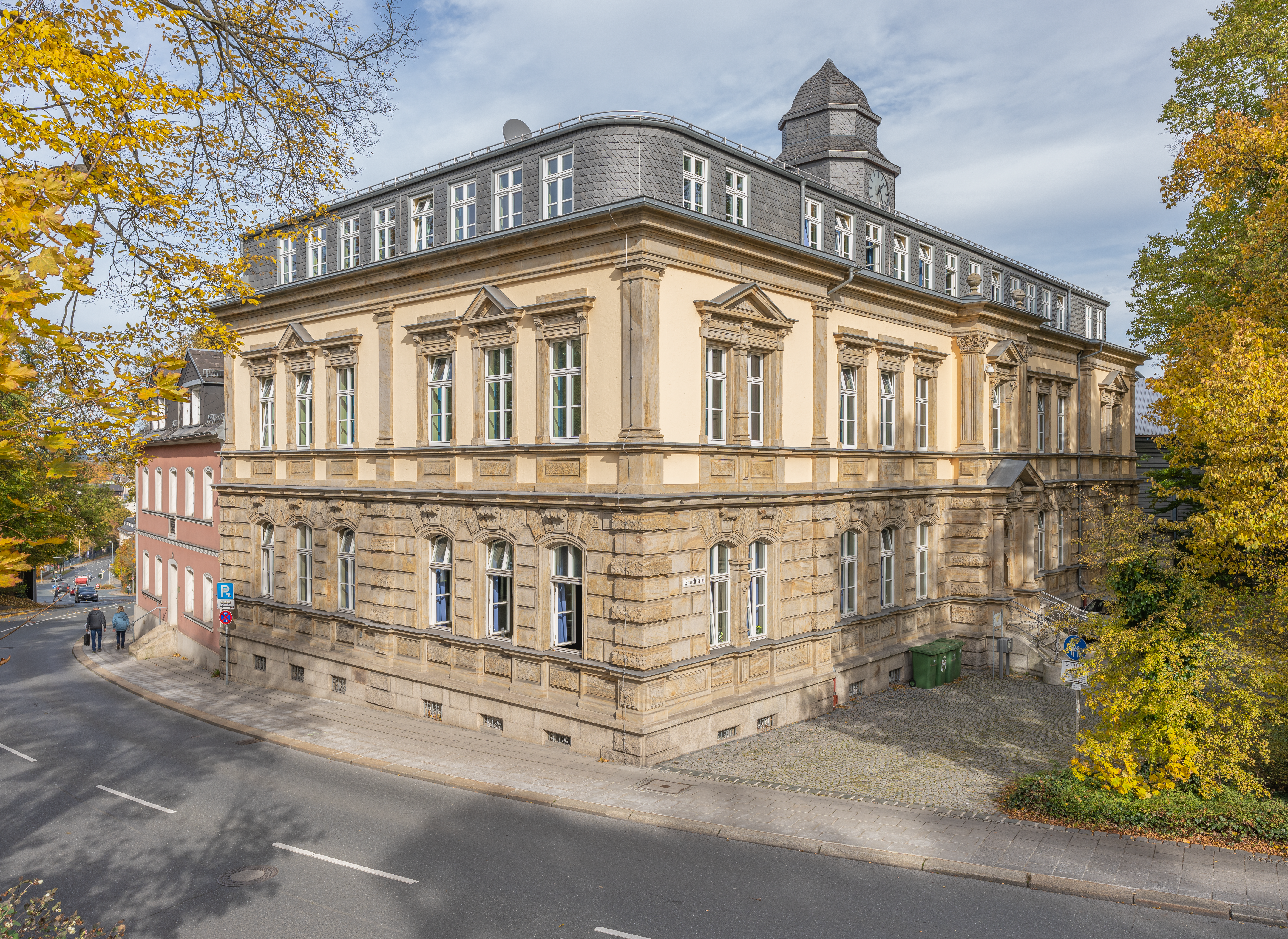
Schulhaus am Longoliusplatz

Das Johann-Christian-Reinhart-Gymnasium (JCRG) – kurz Reinhart-Gymnasium – ist ein  naturwissenschaftlich-technologisches und  sprachliches Gymnasium in Hof. Das Sprachenangebot umfasst die Fächer Englisch, Französisch, Latein und Spanisch. Das JCRG ist Umweltschule und Schule ohne Rassismus – Schule mit Courage. Die Schule steht am westlichen Stadtrand im Schulzentrum unterhalb des Bismarckturmes im Münsterviertel. Namenspatron ist Johann Christian Reinhart – ein Maler und Zeichner des 18./19. Jahrhunderts, der in Hof geboren wurde.

## Geschichte
Der königliche Studiendirektor Dr. Lechner stellte 1837 den Antrag auf Gründung einer Privatunterrichtsanstalt für höhere weibliche Bildung in Hof. Im darauffolgenden Jahr 1838 wurde dem Antrag entsprochen und der Schulbetrieb für Mädchen aufgenommen. Das erste Schulgebäude lag in der Theaterstraße.
Im Jahr 1901 bezog die Schule das neu erbaute Schulhaus am Longoliusplatz. 1911 erfolgte die staatliche Anerkennung im Sinne der neuen Schulordnung als Städtische höhere Mädchenschule. Nach dem Zweiten Weltkrieg wurde die Schule als Städtische Oberrealschule für Mädchen wiedereröffnet. Als Schwerpunkte der Schule wurden der sprachliche Zweig (ursprünglich: neusprachlicher Zweig) und der naturwissenschaftlich-technologische Zweig (ursprünglich: mathematisch-naturwissenschaftlicher Zweig) eingerichtet.
1973 erhielt die Schule den Namen Johann-Christian-Reinhart-Gymnasium. Zwei Jahre später, 1975, erfolgte der Umzug in die neu erbauten Gebäude im Schulzentrum unterhalb des Bismarckturms. Seitdem besuchen auch Jungen das Gymnasium.

## Direktoren
| - 1837–1850: Stephan Lechner - 1850–1859: Johann Scheuerlein - 1859–1867: Gottfried Macher - 1868–1869: Heinrich Tinsch - 1869–1875: Gottfried Friedlein - 1875–1879: Georg Fr. Th. Mahr - 1879–1895: Ludwig Held - 1895–1896: Albert Buchholz - 1897–1911: Wilhelm Wißmath - 1911–1925: Adolf Korn - 1925–1938: Martin Pöhlmann | - 1939–1945: Hans Haberstroh - 1946–1966: Friedrich Heinrich - 1966–1972: Walter Rollmann - 1972–1973: Frieda Wagner (kommissarisch) - 1973–1995: Heinz Zenk - 1995–2003: Wolfgang Witt - 2003–2009: Axel Herrmann - 2009–2015: Reinhard Dreher - 2015–2023: Michael Wagner - 2023–0000: Thomas Stelzer |

## Gebäude am Bismarckturm

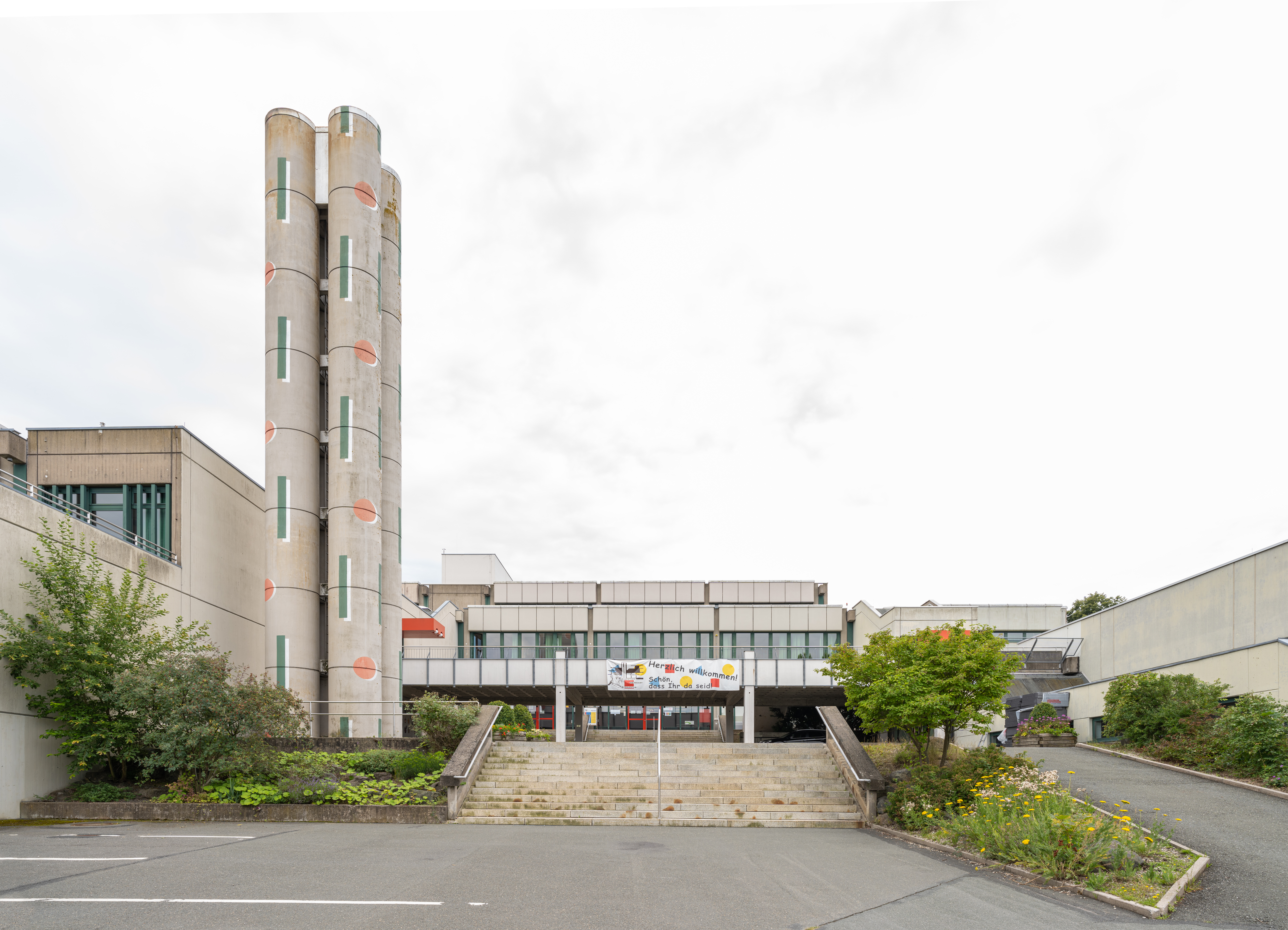
Haupteingang

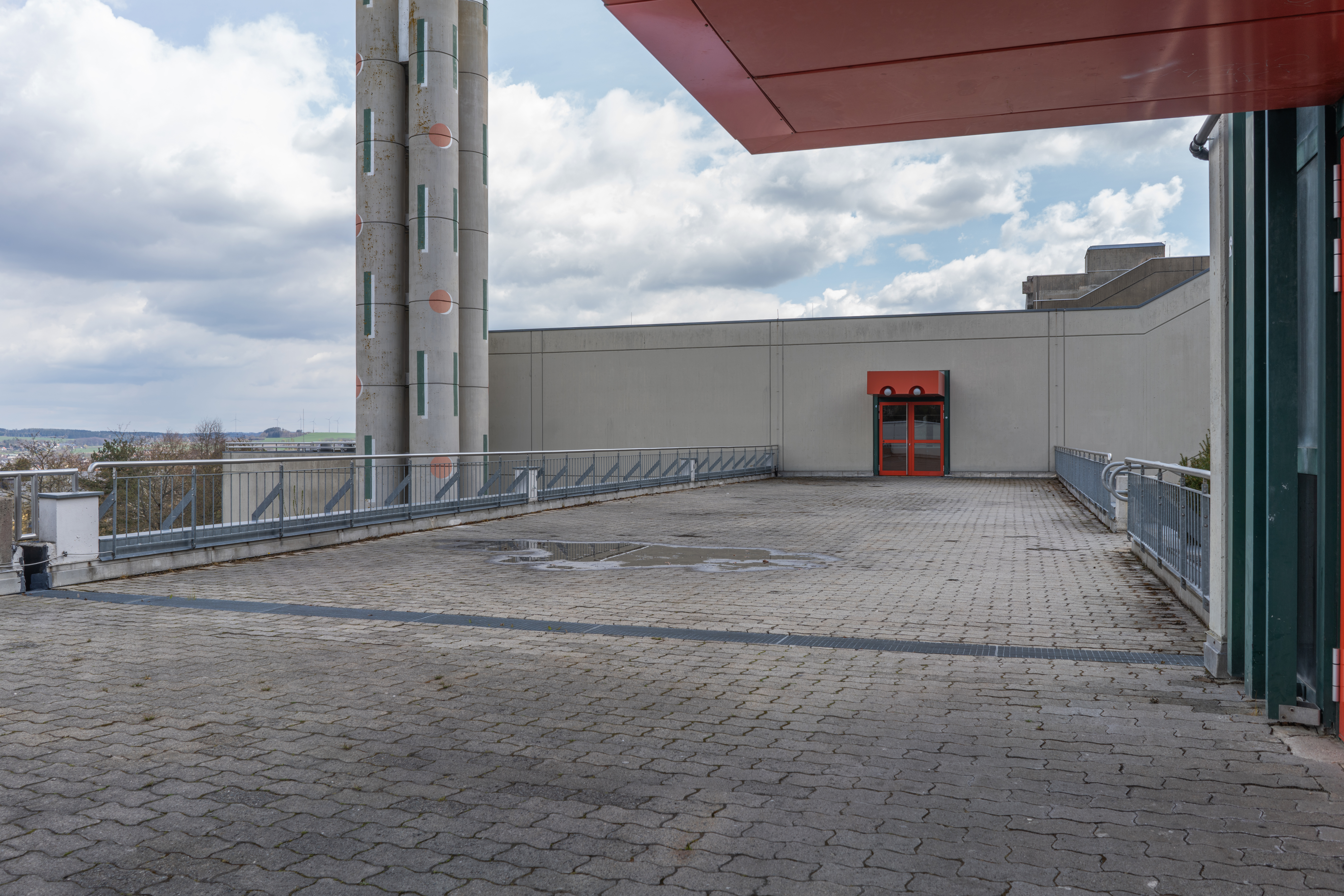
Brücke vor den Haupteingängen

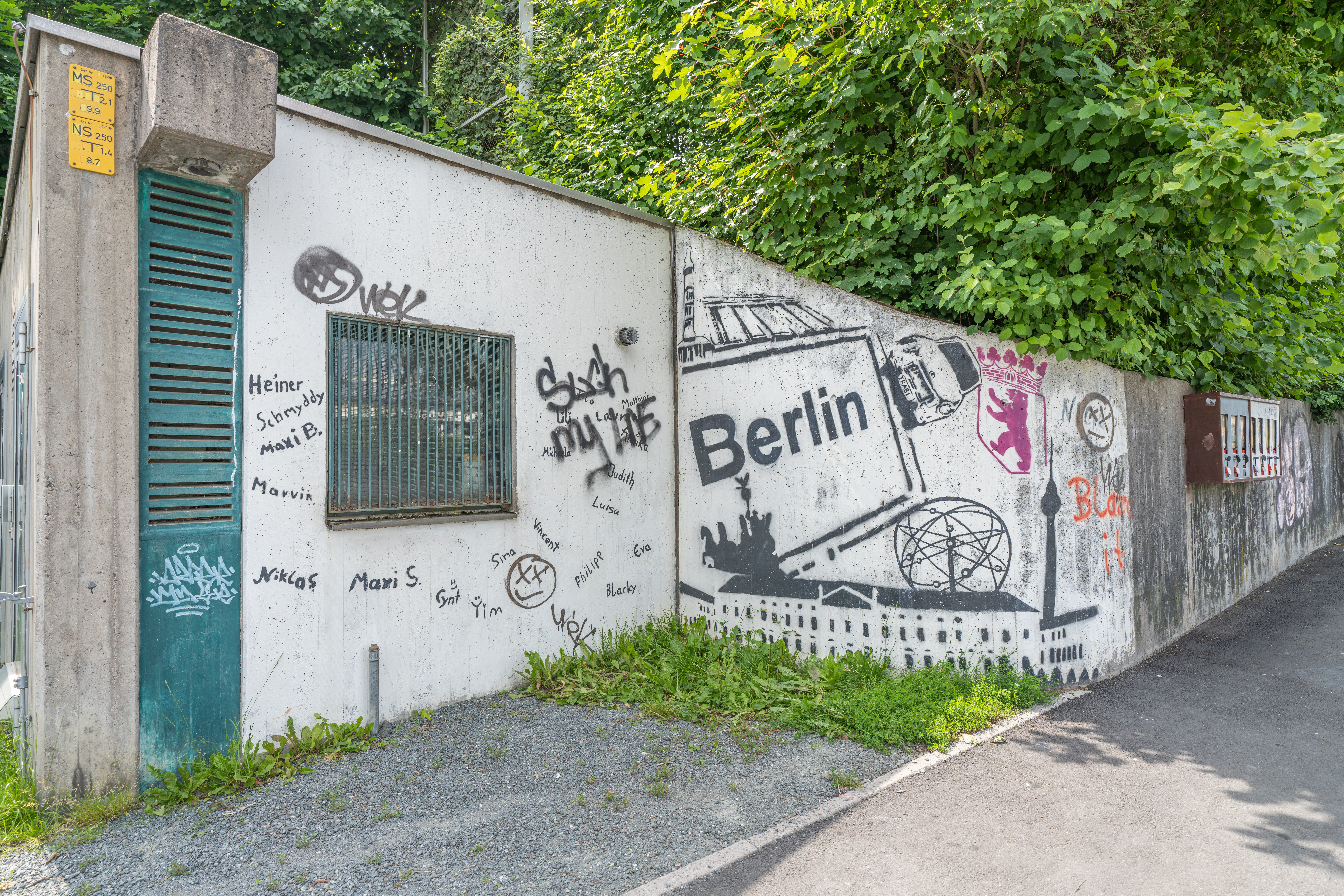
Wandmalerei neben Einfahrt an Max-Reger-Straße

Das Schulgebäude steht am Rosenbühl unterhalb des Bismarckturms im Westen der Stadt. Zum Schulzentrum gehören neben dem Gymnasium die Johann-Georg-August-Wirth-Realschule, die inzwischen geschlossene Max-Reger-Grundschule – eine Zweigschule der Eichendorff-Schule – sowie die Fachakademie für Sozialpädagogik (FAKS).
Das Gymnasium befindet sich zusammen mit der Realschule in einem Stahlbeton-Skelettbau aus den 1970er Jahren. Die tragenden Wände sind als Sichtbetonwände ausgeführt und wurden im Laufe der Jahre von Schülern künstlerisch gestaltet. Nichttragende Wände sind als Gipskartonständerwände ausgeführt.
Die Bauweise des Gebäudes spiegelt den Standard der 1970er-Jahre wider. Mittlerweile wurden Sanierungsmaßnahmen am Beton und an der Installation ausgeführt. Die Wände um die Aula wurden 2007 in frischen Farben gestrichen.
Unter einem Bauabschnitt befindet sich ein Schutzraum (Atombunker) für 200 Personen.
Die Aula im Kern des Gebäudes wird für Konzerte, Theateraufführungen und Vorträge sowie bei Abiturscherzen genutzt.
Neben den fachspezifischen Lehrräumen für Biologie, Chemie, Physik, Musik und Kunsterziehung gibt es ein großes Sportzentrum, das auch von den anderen Schulen der Stadt Hof genutzt wird.
Das Sportzentrum enthält eine Dreifachturnhalle, ein Hallenbad mit 25-Meter-Becken, ein Leistungszentrum, sowie einen Hartplatz. In der Nähe befindet sich auch das Städtische Stadion an der Ossecker Straße mit 400-Meter-Bahn und Rasenplatz.
Über den Verbleib des Gebäudes am Rosenbühl wird schon länger diskutiert. Seit spätestens 2015 orientiert man sich zu einem Abriss mit Neubau, der von den Fachleuten im Gegensatz zur Sanierung wegen geringerer Kosten präferiert wird. Grund ist, dass der gegenwärtige Bau veraltet sei. Mit Stand 2023 soll der Bauprozess im Jahre 2033 abgeschlossen sein.

## Schülerzeitung
An der Schule erscheint die Schülerzeitung Betonkurier. Die erste Ausgabe wurde im März 1980 ausgeliefert. Der Name nimmt Bezug auf das Hauptbaumaterial des brutalistischen Schulgebäudes. Die Themen erstrecken sich von politischen Themen über Aktuelles an der Schule bis hin zu Überblicken über unbekanntere Themen. 2021 waren die Themen unter anderem LGBTQ, 2020 die Black-Lives-Matter-Bewegung und die Situation der USA unter Donald Trump. Bis 2018 erschien der Betonkurier semiannual und als gedrucktes Medium. Seit 2018 hat die Schülerzeitung eine Webpräsenz.

## Bildungsprogramm
Das Reinhart-Gymnasium bietet zwei Ausbildungsrichtungen an:
- Das naturwissenschaftlich-technologische Gymnasium setzt den Schwerpunkt auf die Fächer im Bereich Naturwissenschaften und Informatik. Die Schüler lernen zwei Fremdsprachen. Neben Englisch stehen Latein oder Französisch zur Wahl.
- Im sprachlichen Gymnasium werden drei Fremdsprachen unterrichtet. Neben Englisch sind das Latein und Französisch.

In beiden Ausbildungsrichtungen kann eine der Fremdsprachen ab der 10. Klasse durch die spät beginnende Fremdsprache Spanisch ersetzt werden. Die Schülerinnen und Schüler des sprachlichen Gymnasiums haben damit die Möglichkeit, insgesamt vier Fremdsprachen während ihrer Schulzeit am Reinhart-Gymnasium zu lernen.
In der 11. und 12. Jahrgangsstufe (Q11 und Q12 (Q für Qualifikationsphase)) muss darüber hinaus jeweils ein W- und P-Seminar besucht und erfolgreich abgeschlossen werden. Im W-Seminar (wissenschaftspropädeutisches Seminar) wird ein konkreter Themenbereich vermittelt, in dem zum Schluss eine Seminararbeit geschrieben werden soll. Bereits angewandte Themenbereiche waren u. a. der gläserne Mensch (Informatik) oder Propaganda im Dritten Reich (Geschichte). Die seminarleitende Lehrkraft gibt hierbei ein Thema vor, das üblicherweise aus dem Themenfeld des von ihr gelehrten Schulfachs abzuleiten ist oder stammt. Die im W-Seminar zu schreibende Seminararbeit soll als Vorbereitung auf den Umgang mit Leistungsnachweisen im Studienleben dienen.
Im P-Seminar soll auf das folgende Berufsleben und auf die Arbeit mit Mitmenschen vorbereitet werden. Hierzu gehören neben der hauptsächlichen praktischen Arbeit auch das Einarbeiten in das Arbeitsfeld eines gewünschten Berufes und das Besuchen von Ausbildungsangeboten an der Hochschule Hof im Rahmen der sogenannten Contacta.

## DieReinhart-PROFILE
Die Schule hat sich eine Art Verhaltenskodex auferlegt, die Reinhart-PROFILE. Es ist ein Regelwerk im Umgang mit den Mitmenschen im Schulleben. Das in Versalien geschriebene Backronym PROFILE hat für jedes seiner Buchstaben ein zentrales Thema. Diese sind Pflicht, Respekt, Offenheit, Fairness, Individualität, Leistungsbereitschaft und Ehrlichkeit. Zu jedem Begriff steht rechts ein erklärender Text.

## Medienkultur
Der Umgang mit digitalen Medien und Geräten an der Schule wird durch verschiedene Mittel realisiert. Neben klassischem Informatikunterricht an Computern in Computerräumen wurden Schülerinnen und Schüler mit Tablets für den Unterricht im Rahmen des Pilotprojekts Digitale Schule der Zukunft ausgestattet. Während im Jahrzehnt der 2010er strikte Restriktionen der Handynutzung gelten, wurden ab der ersten Hälfte der 2020er Erlaubnisse bei der Nutzung digitaler Endgeräte für private Zwecke am Schulzentrum Rosenbühl eingeräumt und schrittweise umgesetzt. So kann eine Nutzung besagter Geräte vor 7:55 Uhr und in der Mittagspause zwischen 13 und 14 Uhr im Schulgebäude und eine Nutzung außerhalb des Gebäudes während der 15-Minuten-Pausen für die Jahrgangsstufen erlaubt getätigt werden. Weitere Reglementierungen für die Unterstufe sind 2023 weggefallen. Eine heimliche Nutzung unter Risiko des Erwischtwerdens und der Sanktionierung gehört somit der Vergangenheit an.
Weitere Schritte im Umgang mit digitaler Bildung wurden mit dem Medienführerschein (Erlernen von Medienkompetenzen) und beispielsweise der Digitalisierung des Vertretungsplans in den 2010ern gegangen. Als Ergänzung zum klassischen Unterricht dient das Onlineangebot mebis des Landesmedienzentrums Bayern und die JCRG-App, die die Schulhomepage als Anwendung für Smartphones anbietet. Die hardwareseitige Ausstattung besteht darüber hinaus nach dem Pilotprojekt aus einer Reihe von iPads, 2 Computerräumen mit Windows-PCs inklusive zusätzlicher Ausstattung für bestimmte Anwendungen und einem Apple-Raum. Ab den 2010ern wurde die Bestückung der Unterrichtsräume mit Laptop, Beamer, und Apple TV Standard, sodass Lehrkräfte eine Unterrichtsführung mit digitalen Medien durchführen können. Über eine Dokumentenkamera können Inhalte von Arbeitsblättern oder Schulbüchern über den Beamer in die Klasse ausgestrahlt werden. Diese Anwendung dient als moderne und vielseitige Alternative zum veraltet geltenden Overhead-Projektor, bei dem nur wenige Mediengattungen genutzt werden können und eine etwaige Wartung oftmals nicht zeitnah realisiert werden kann.

## Das JCRG alsSchule ohne Rassismus – Schule mit Courage
Ab 2014 trägt die Schule den Titel Schule ohne Rassismus – Schule mit Courage. Mit diesem Titel führt die Schulfamilie Aktionen durch, die sich mit Diskriminierungen damals und heute auseinandersetzen und die ausgezeichnet wurden. So konnte 2020 beim landesweiten Schülerwettbewerb Erinnerungszeichen – Erforscht die Geschichte und Kultur eurer Heimat! der 3. Platz von 130 Teilnehmenden erreicht werden, aber auch die kritische Auseinandersetzung mit der Schulgeschichte zur Zeit des Dritten Reiches wurde vertieft. Ein Fokus liegt auf der Geschichte des Antisemitismus. Hierbei wurde am 12. Juni 2023 ein Anne-Frank-Tag durchgeführt, der ihr Leben und ihre Ermordung durch die Nazis beleuchtet.
Auch Hof selbst spielte hierbei eine Rolle. So kam 2020 der Präsident des Zentralrats der Juden in Deutschland, Josef Schuster, für eine Ausstellung des SOR-Teams nach Hof, und man setzte sich ein Jahr zuvor wie die Schülerinnen und Schüler des Schiller-Gymnasiums Hof mit der Geschichte Hofer Juden auseinander.

## Veranstaltungen
Im Laufe eines Schuljahres werden verschiedene Anstaltungen für die Schulfamilie angeboten. Dazu gehören das Kammerkonzert, das Sommerkonzert im Atrium und das Weihnachtskonzert in der Michaeliskirche. In der Vorweihnachtszeit findet die Xmas Reunion statt. Hier kommen ehemalige Schüler zurück ans Reinhart und berichten an Infoständen über ihre Erfahrungen im Studium, in der Ausbildung oder bspw. im Freiwilligen Sozialen Jahr. Aufgrund der Pandemielage mussten jedoch solche Veranstaltungen 2020 und 2021 ersatzlos abgesagt oder modifiziert durchgeführt werden.